# Body, Mind, Soul
Body, Mind, Soul es el 4º álbum de la estadounidense Debbie Gibson.
Publicado el 19 de enero de 1993, 
el álbum no logró encontrar el favor de la compra del documento público y se perdió en la parte superior de EE. UU. 100, alcanzando el puesto # 109, y también en el Reino Unido cuando fue lanzado un mes más tarde. Sencillos del álbum fueron: "Losin' Myself", "Shock Your Mama" , "How Can This Be?" y "Free Me". Sin el álbum fue un éxito en Japón alcanzando el número # 13 de las listas.

## Canciones
1. "Love or Money" (4:06)
2. "Do You Have It in Your Heart" (4:45)
3. "Free Me" (4:27)
4. "Shock Your Mama" (4:07)
5. "Losin' Myself" (5:17)
6. "How Can This Be?" (3:57)
7. "When I Say No" (3:54)
8. "Little Birdie" (3:59)
9. "Kisses 4 One" (3:49)
10. "Tear Down These Walls" (4:18)
11. "Goodbye" (4:47)
12. "Eyes of the Child" (2:20) (only on the Japanese release of the album AMCY-505)
- Datos: Q2007627